# Horst Brune
Horst Brune (* 7. Juli 1915 in Plauen; † 6. September 1971) war ein deutscher Politiker der DDR-Blockpartei NDPD.

## Leben
Horst Brune wurde als Sohn eines Diplom-Ingenieurs geboren und studierte nach dem Abschluss des Realgymnasiums in Halle (Saale) und Leipzig. Zum 1. Mai 1933 trat Brune in die NSDAP ein (Mitgliedsnummer 2.260.273).
Nach dem Zweiten Weltkrieg arbeitete er als Buchbinder und später als stellvertretender Leiter der Landesfinanzdirektion Sachsen. Er wurde Mitglied der National-Demokratischen Partei Deutschlands (NDP/später umbenannt in NDPD). Nach der Bildung der Bezirke im August 1952 in der DDR wurde er stellvertretender Vorsitzender des Rates des Bezirkes Cottbus. Dieses Amt übte er bis 1964 aus. Gleichzeitig war er Abgeordneter des Bezirkstags Cottbus. Außerdem war er stellvertretender Vorsitzender des NDPD-Bezirksvorstandes und Mitglied des NDPD-Hauptausschusses. Nach 1964 arbeitete er als Direktor des VEB Wasserversorgung und Abwasserbehandlung Cottbus.
Er wurde 1959 mit der Verdienstmedaille der DDR und später mit der Ernst-Moritz-Arndt-Medaille ausgezeichnet.